# August Emil Tauscher
August Emil Tauscher (* 6. September 1813 in Jahnsdorf bei Chemnitz; † 23. April 1879) war ein sächsischer Generalmajor.

## Leben
Tauscher trat 1833 in das Kadettenkorps der Sächsischen Armee ein und wurde am 1. Juli 1833 als Fähnrich dem 2. Linien-Regiment der Armee überwiesen. Er avancierte am 21. Mai 1834 zum Leutnant und durchlief in den nächsten Jahren eine typische militärische Laufbahn, wonach er die nächsten Jahre auch in das 1. Linien-Regiment versetzt wurde. Am 22. Dezember 1841 stieg er zum Oberleutnant beim 3. Linien-Regiment auf und blieb die nächsten Jahre im Regiment, wo er u. a. als Adjutant verwendet wurde. Am 8. September 1849 stieg er zum Hauptmann und Kompaniechef im 12. Infanterie-Bataillon auf, wobei er die nächsten Jahre in gleicher Eigenschaft in das 11. Infanterie-Bataillon wechselte. Er stieg am 30. April 1859 zum Major und 2. Stabsoffizier des 4. Jäger-Bataillons auf. Nachfolgend wurde er Kommandeur des 2. Jäger-Bataillons und avancierte am 16. September 1865 zum Oberstleutnant. Im Krieg gegen Preußen beteiligte er sich mit seinem Bataillon an den Kampfhandlungen und wurde mit dem Ritterkreuz des Militär-St.-Heinrichs-Ordens sowie dem Orden der Eisernen Krone III. Klasse ausgezeichnet.
Nach Kriegsende, der Niederlage Sachsens sowie der Neuorganisation der Armee wurde Tauscher als Oberst (Beförderung 4. März 1867) am 1. April 1867 zum Kommandeur des 5. Infanterie-Regiments „Prinz Friedrich August “Nr. 104 ernannt. Er war bis zum 1. Februar 1869 in dieser Position und stieg am 31. März zum Generalmajor und Kommandeur der 3. Infanterie-Brigade Nr. 47 auf. Nach Ausbruch des Krieges gegen Frankreich blieb er noch in seiner Position und wurde am 9. September 1870 zur Disposition gestellt.
Tauscher erlangte am 14. Oktober 1877 noch einmal regionale Bekanntheit, da er auf dem Rittergut des Rittergutsbesitzers von Schroeter in Ringethal erschien, da dieser seiner Tochter wegen angeblicher schlechter Behandlung Zuflucht gab, und veranstaltete so eine lärmende Szene, dass er verhaftet werden musste. Er wurde dem Bezirksgericht in Mittweida übergeführt, wegen Hausfriedensbruch angeklagt und nach einigen Tagen entlassen, damit er in einer Heilanstalt untergebracht werden konnte.
Er war mit Pauline von Schroeter verheiratet, mit der er die Tochter Margaretha Elisa hatte.